# Santa Eufemia del Arroyo
Santa Eufemia del Arroyo ist ein nordspanisches Dorf und Hauptort einer Gemeinde (municipio) mit 73 Einwohnern (Stand: 2024) in der Provinz Valladolid in der Autonomen Gemeinschaft Kastilien-León. 

## Lage und Klima
Santa Eufemia del Arroyo liegt in der Region Tierra de Campos auf der kastilischen Hochebene in einer Höhe von ca. 710 m. Die Provinzhauptstadt Valladolid befindet sich mit ihrem Stadtzentrum etwa 56 Kilometer (Fahrtstrecke) südöstlich. 
Das Klima im Winter ist durchaus kalt, im Sommer dagegen warm bis heiß; die eher spärlichen Regenfälle (ca. 471 mm/Jahr) fallen überwiegend im Winterhalbjahr.

## Bevölkerungsentwicklung
| Jahr      | 1970 | 1981 | 1991 | 2001 | 2011 | 2021 |
| Einwohner | 242  | 146  | 147  | 132  | 106  | 71   |

## Sehenswürdigkeiten

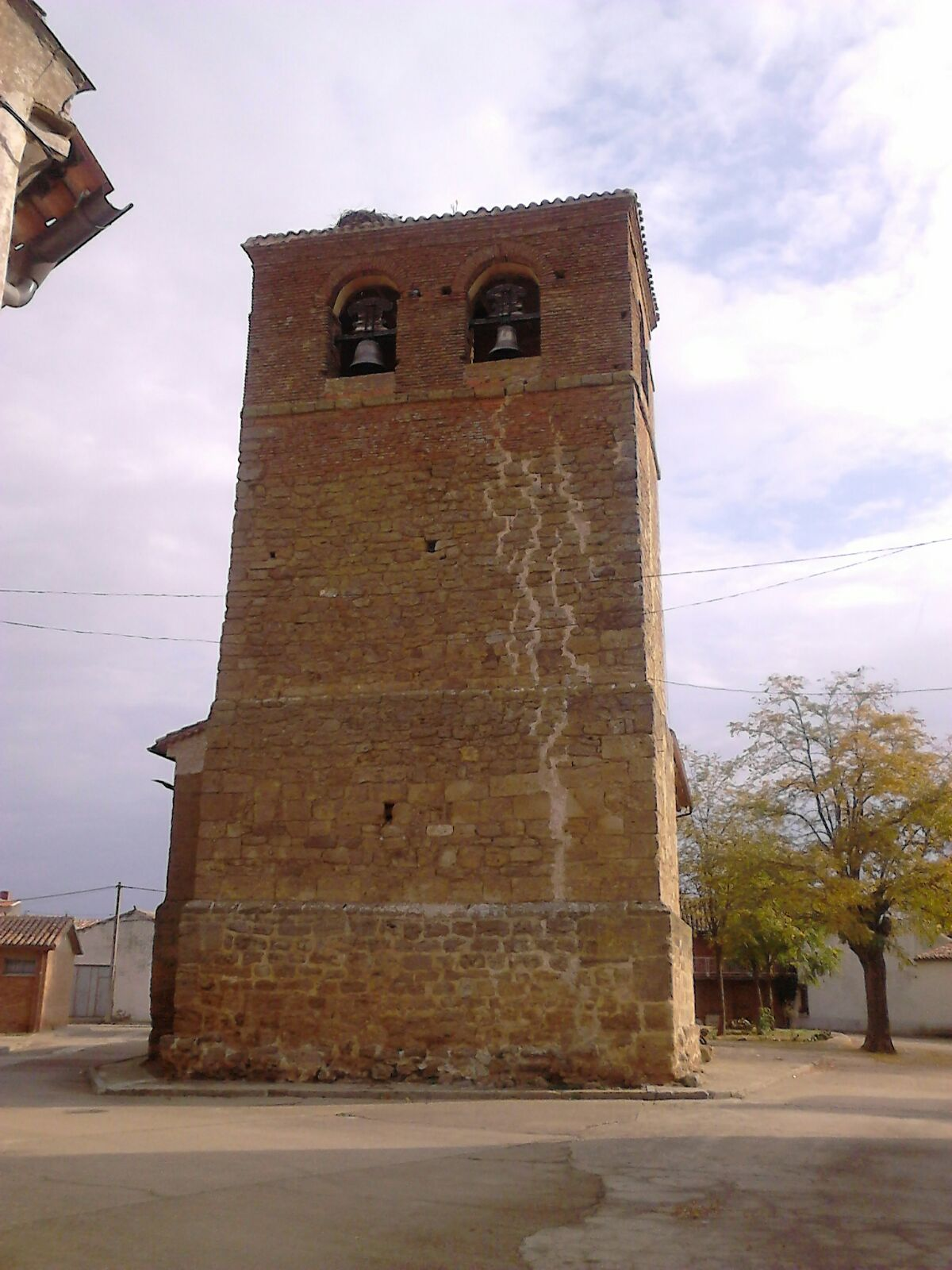
Euphemienkirche

- Euphemienkirche